# Доминика
Домини́ка (англ. Dominica, МФА: [dəˈmɪnɨkə]о файле; местн. [ˌdɒmɪˈniːkə]), официальное название — Содру́жество Домини́ки (англ. Commonwealth of Dominica) — государство на одноимённом острове из группы Малых Антильских островов (Наветренные острова) в Карибском море. К северо-западу от Доминики расположена Гваделупа, к юго-востоку — Мартиника. Площадь территории — 751 км², население — 74 243 жителей (оценка 2020 года). Столица — город Розо. 

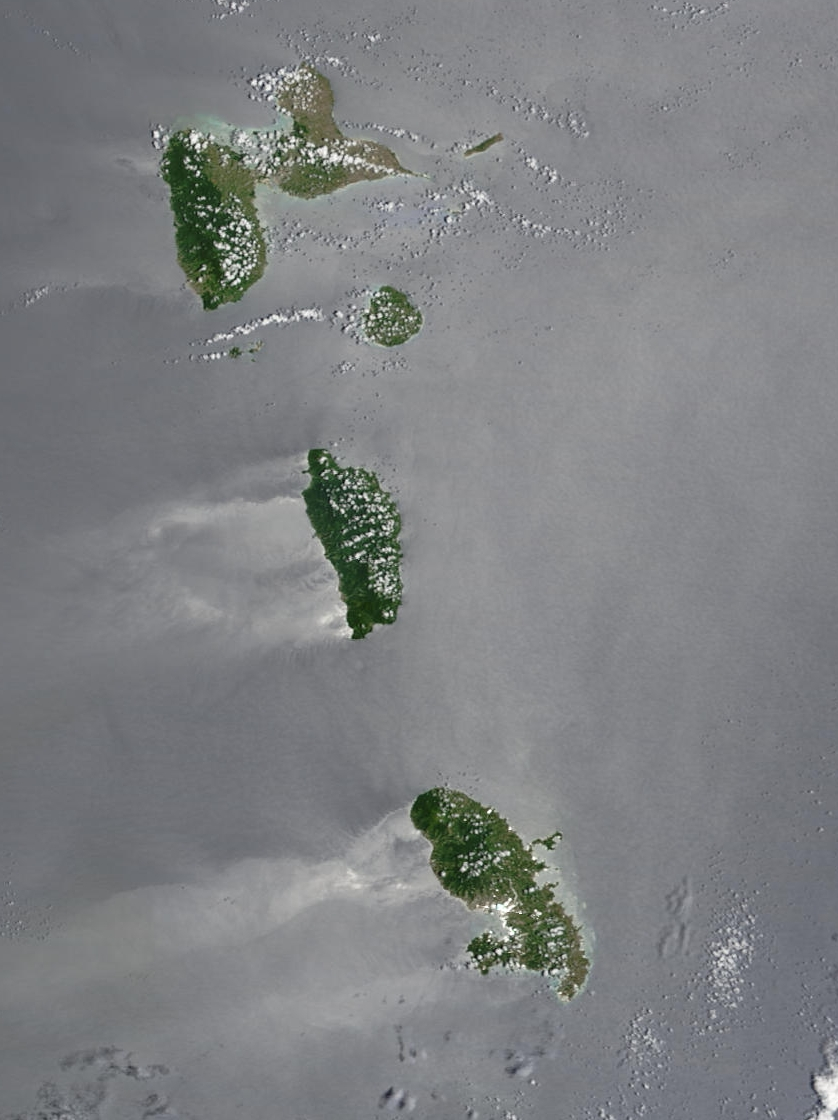
Остров Доминика находится южнее Гваделупы и севернее Мартиники

## География

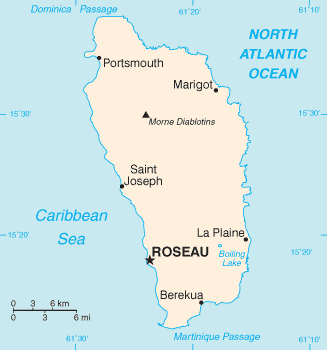
Карта Доминики

Доминика — остров вулканического происхождения. Он горист, имеется несколько вулканов. Самый высокий из них, Дьяблотен (1447 м), является также самой высокой точкой острова. Сейчас на Доминике нет действующих вулканов, но вулканическая деятельность проявляется в виде гейзеров, горячих источников и небольших озёр с кипящей водой. На побережье — пляжи с чёрным и жёлтым песком.
Доминику иногда называют «Остров Природы Карибского моря», что, по-видимому, отражает его первозданную естественную красоту. Это — самый молодой остров среди Малых Антильских островов, сформированных вулканической активностью, отголоском которой можно считать существование второго по величине в мире озера с кипящей водой. На острове имеются пышные горные дождевые тропические леса, являющиеся домом для многих животных, включая виды-эндемики. Если в некоторых из западных прибрежных районов имеются относительно засушливые области, то внутри страны часто идут продолжительные ливни. Попугай Сиссеру (также известный как Императорский амазон) — национальная птица острова, изображён на флаге и гербе страны.
Экономика Доминики в значительной степени зависит от туризма и от сельского хозяйства.
В 1896 году Великобритания изменила систему правительственного контроля над островом, усовершенствовав юридический статус этой британской колонии. Через более чем пятьдесят лет, с 1958 года по 1962 год, Доминика была частью недолго просуществовавшей Федерации Вест-Индии. В 1978 году Содружество Доминики окончательно стало независимым государством.

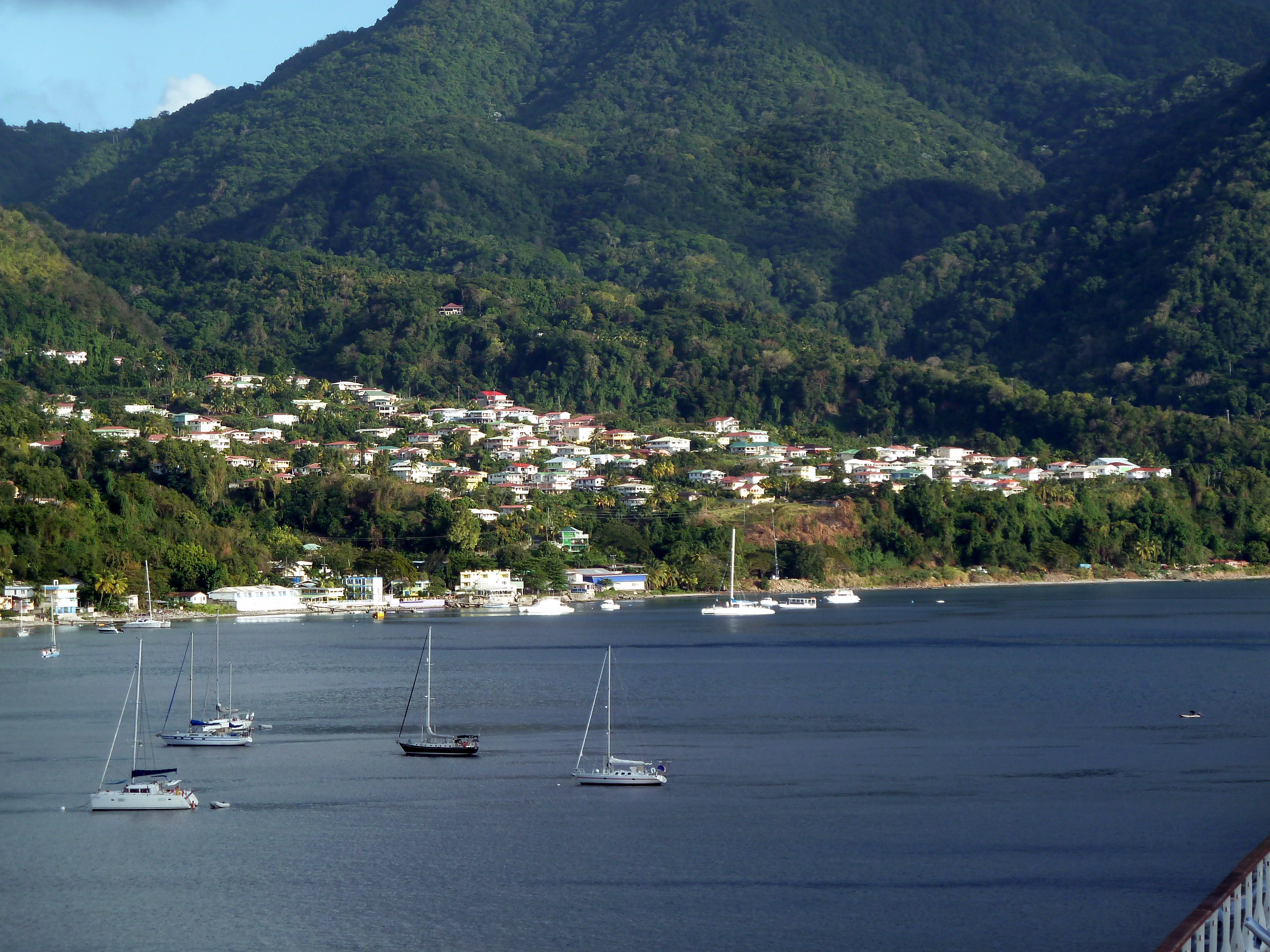
Roseau — Charlotteville, Доминика

## История
Христофор Колумб назвал остров в честь дня недели, в который он открыл его, воскресенья (лат. Dominicus) 3 ноября 1493 года.

Следующую сотню лет после этого события Доминика оставалась изолированной от всего остального мира, даже дольше, чем остальные Карибские острова, постепенно осваивавшиеся европейцами, так как испанцы не нашли здесь золота и столкнулись с ожесточённым отпором со стороны местных карибов.

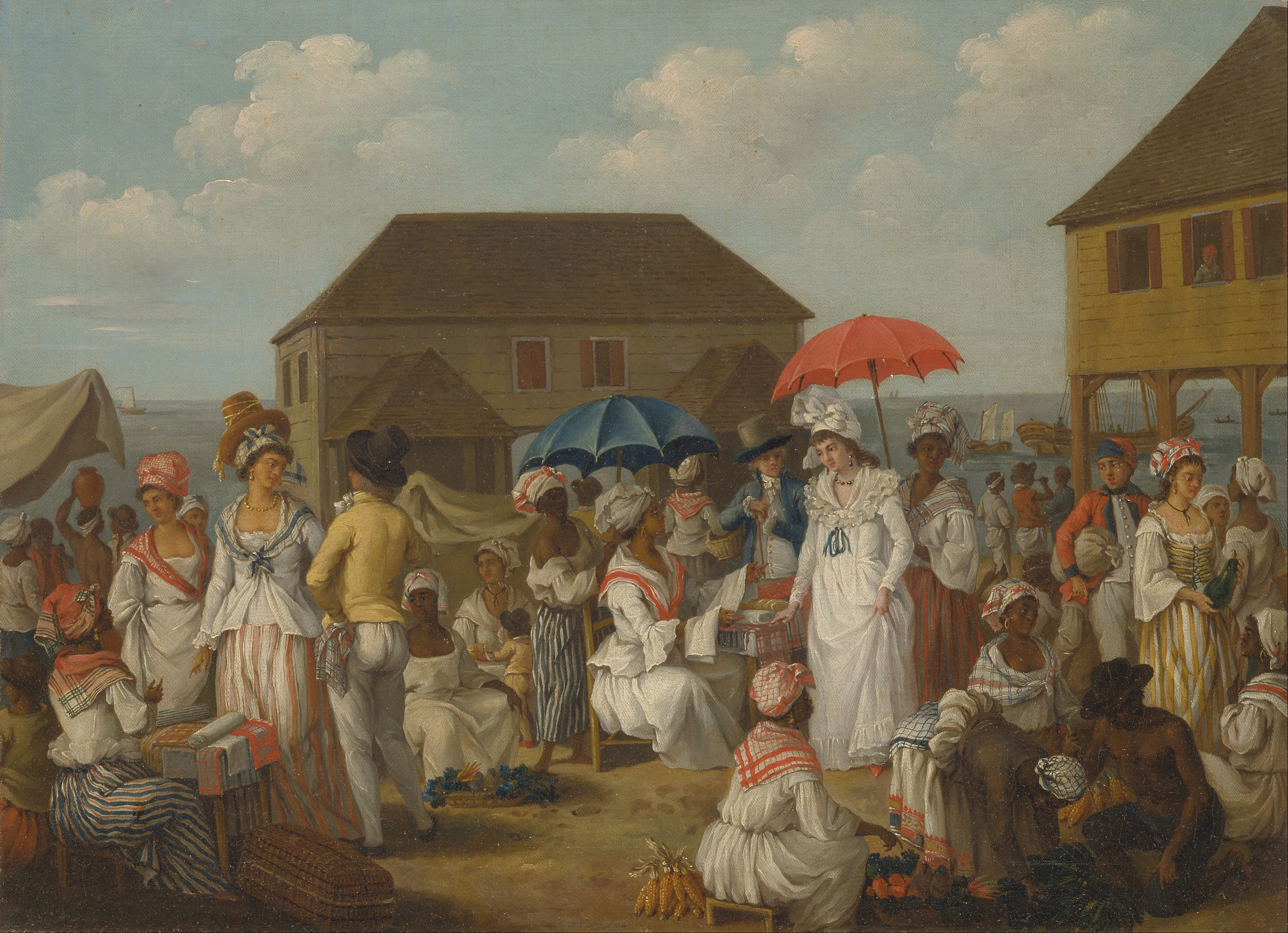
Агостино Бруниас. Льняной рынок на Доминике. Около 1780 г.

В 1635 году Франция формально провозгласила Доминику своей территорией.
Вскоре после этого французские миссионеры стали первыми европейскими жителями острова.
В 1660 годы французы и британцы заключили соглашение, по которому Доминика и Сент-Винсент должны были быть оставлены их тогдашним жителям индейцам-карибам.
Остров оставался официально ничьим в течение следующего столетия из-за упорного сопротивления коренных жителей индейцев-карибов, но привлекательность его ресурсов, естественно, сохранялась.
Конкурирующие между собой экспедиции британцев и французов заготавливали древесину в первой половине XVIII столетия, но закрепиться на острове европейцы в то время не смогли.
В значительной степени из-за географического положения Доминики между французскими колониями Мартиникой и Гваделупой, влияние Франции на Доминику, в конечном счёте, стало преобладающим. Было организовано французское управление островом, постепенно увеличивалась степень его освоенности.
По заключённому в 1763 году Парижскому миру, ознаменовавшему конец Семилетней войны, Доминика стала британским владением. Британцы учредили законодательное собрание, представлявшее только белое население.
В 1778 году, в начале англо-французской войны 1778—1783 годов, связанной с войной за независимость американских колоний, французы успешно оккупировали остров, в чём им очень помогла лояльность населения.
Парижский мир 1783 года, которым окончилась война, возвратил остров Великобритании.
Французские вторжения в 1795 и 1805 годах закончились неудачно.
Соединённое Королевство сделало остров полноценной колонией в 1805 году.
В 1831 году, отражая либерализацию официальных британских взглядов на межрасовые отношения, появился Билль Брауна, даровавший политические и социальные права свободным цветным.
Трое африканцев были избраны в законодательное собрание Доминики в 1832 году.
Ликвидация рабовладения во всех частях Британской империи прошла в 1834 году.
Вскоре после отмены рабства, в 1838 году, Доминика стала первой и единственной британской карибской колонией в XIX-м столетии, чей законодательный орган действительно представлял африканское большинство населения и состоял преимущественно из африканцев. Большинство африканцев-депутатов было мелкими фермерами или торговцами, которые придерживались экономических и социальных взглядов, резко нетерпимых по отношению к интересам маленького, но богатого класса английских плантаторов. Реагируя на возможную угрозу своему положению, плантаторы стали активно лоббировать идею более прямого британского управления.
В 1865 году, после многих лет подобной агитации, создававшей немалую напряжённость в обществе острова, министерство по делам колоний заменило избирательное собрание таким органом, половина членов которого по-прежнему избирались, а половина — назначались. Плантаторы взаимодействовали с колониальной администрацией, достаточно эффективно блокируя решения избираемых депутатов.
В 1871 году Доминика стала частью Федерации Подветренных островов. Власть африканского населения постепенно всё больше и больше сходила на нет.
В 1896 году было установлено прямое управление колонией со стороны Британии. Все политические права огромного большинства населения были сильно урезаны. Материальная помощь в целях развития, предлагаемая как компенсация за лишение гражданских прав, имела незначительный эффект.
Последовавшая вскоре Первая мировая война, а также повышение политического сознания населения в акватории Карибского моря привело к формированию Ассоциации Представительного правления, умело использующей разочарованность общества в существовавшей избирательной системе, которая не способствовала эффективному участию основной массы населения в управлении Доминикой.
В 1924 году Ассоциация Представительного правления сумела занять одну треть мест в Законодательном собрании острова.
В 1936 году Ассоциация Представительного правления заняла половину мест в Законодательном собрании острова. Почти сразу же Доминика отделилась от Федерации Подветренных островов и перешла к отдельному управлению со стороны Великобритании.
В 1958 году, Доминика присоединилась к недолговечной Федерации Вест-Индии.
После того, как федерация распалась, Доминика стала государством, ассоциированным с Великобританией.
В 1967 году Доминика формально взяла ответственность за свои внутренние дела на себя.
3 ноября 1978 года Великобритания официально предоставила Содружеству Доминики полную независимость.
Независимость дала совсем немного для решения проблем многовековой экономической отсталости острова. Хронические экономические проблемы были усугублены серьёзным воздействием урагана в 1979 году. В середине года политическое недовольство привело к формированию временного правительства.
Оно было заменено после нового урагана и выборов 1980 года правительством во главе с лидером Партии Свободы Доминики Премьер-министром Юджинией Чарльз, первым премьер-министром — женщиной среди всех стран Карибского моря.
Весной 1981 года Доминика оказалась под угрозой потери суверенитета из-за вторжения иностранных военных наёмников, однако этот план был сорван. В конце года была подавлена попытка переворота майора Фредерика Ньютона. Заговорщики ставили целью восстановить у власти бывшего премьер-министра Патрика Джона.
В 1987 году было подписано Соглашение о делимитации морской границы между Доминикой и Францией.
В конце августа 2015 года на Доминику обрушился сокрушительный ураган Эрика. Премьер-министр Рузвельт Скеррит выразил мнение, что в результате разрушительного воздействия урагана страна отброшена в развитии на 20 лет.

## Политическое устройство

### Государственный строй
Республика, президент избирается парламентом (состоящим из 32 депутатов, 21 из них избираются всеобщим голосованием, 9 — назначаются, 2 — особые должности).
Основные политические партии (представленные в парламенте, по итогам выборов в декабре 2019 года):
- Доминикская лейбористская партия (левая) — 18 депутатов
- Объединённая рабочая партия (центристская) — 3 депутата

Также есть не представленные в парламенте Доминикская партия свободы (правая), Народная партия Доминики (правоцентристская), Прогрессивная партия Доминики и ряд других. Действует нелегальное Движение Освобождения Доминики (ультралевое).
В январе 2008 года Доминика вступила в организацию ALBA (Alternativa Bolivariana para las Americas), куда ранее вступили Венесуэла, Куба, Боливия, Гондурас и Никарагуа, проводящие жёсткую антиамериканскую политику.

## Административное деление

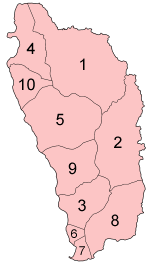
Приходы Доминики

В административном плане Доминика разделена на 10 приходов:
1. Сент-Эндрю
2. Сент-Дэвид
3. Сент-Джордж
4. Сент-Джон
5. Сент-Джозеф
6. Сент-Люк
7. Сент-Марк
8. Сент-Патрик
9. Сент-Пол
10. Сент-Питер

## Население
Численность населения — 74 243 (оценка на июль 2020). Согласно переписи населения в 2011 году проживало 71 293 человека, из них 36 411 мужчины и 34 882 женщины.
Годовой прирост — 0,13 % (высокий уровень эмиграции из страны).
Средняя продолжительность жизни — 75 лет у мужчин, 81 год у женщин.
Городское население — 71,1 %.
Грамотность взрослого населения — 94 % (оценка 2003).
Этно-расовый состав: негры — 86,8 %, мулаты — 8,9 %, индейцы-карибы — 2,9 %, белые — 0,8 %, другие — 0,7 % (по переписи 2001 года).
Религии: католики — 61,4 %, адвентисты седьмого дня — 6 %, пятидесятники — 5,6 %, баптисты — 4,1 %, методисты — 3,7 %, церковь Бога — 1,2 %, свидетели Иеговы — 1,2 % (2,10 % на 2011 год), другие христиане — 7,7 %, растафариане — 1,3 %, другие — 1,6 %, атеисты — 6,1 % (по переписи 2001 года).
Государственный язык — английский, распространён также доминикский франко-креольский язык (лингвистически диалект антильского франко-креольского) — местный патуа. Кроме английских, на острове много французских топонимов.

## Экономика
В 2008 году у Доминики был один из самых низких валовых внутренних продуктов на душу населения (ВВП) среди восточно-карибских государств. В стране в 2003 и 2004 годах разразился финансовый кризис, но в 2005 экономика Доминики выросла на 3,5 %, а в 2006 — на 4,0 %, что стало несомненным прогрессом после десятилетия стагнации и упадка. Рост в 2006 году объясняется доходами от туризма, строительством во внутренней части острова и другими услугами, а также успехами банановой индустрии. Международный валютный фонд (МВФ) недавно похвалил правительство Доминики за успешность его макроэкономических реформ. Международный валютный фонд также указал на остающиеся проблемы, включая потребность в дальнейшем сокращении долга, чрезмерного регулирования финансового сектора, а также увеличении рыночной конкуренции.
Культивирование бананов и другие отрасли сельского хозяйства доминируют в структуре экономики Доминики, почти одна треть работающих сосредоточена в сельском хозяйстве. Этот сектор, однако, очень зависим от погодных условий и от внешних факторов, влияющих на цены на товары. В 2007 году ураган Декан нанёс существенный ущерб аграрному сектору, затронув также инфраструктуру страны, в особенности дороги. В ответ на уменьшение потребностей потребителей Европейского союза (ЕС) в бананах, правительство стало всесторонне развивать другие отрасли аграрного сектора, оказывая поддержку выращиванию и производству кофе, алоэ, цветов, а также экзотических фруктов, таких как манго, гуава и папайя. Доминика также успешно увеличила свой производственный экспорт, прежде всего мыла.
На сельское хозяйство приходится менее 15 % экономики, экспортируются в основном фрукты (в 2014 году — 6580 тонн, из них 387 тонн — бананы и 127 тонн — плантаны), персики, нектарины, манго, цитрусовые, тапиока, картофель, помидоры, огурцы, перец, инжир, груша, яблоки и другие овощи и фрукты, а также цветы, корнеплоды и специи.
Доминика — вулканический остров, а потому имеет совсем немного пляжей; в силу этого туризм развивается медленнее, чем на соседних островах. Однако, горы Доминики, тропические леса, пресноводные озёра, водопады и прочее делают её привлекательной для экотуризма. Заходы больших круизных лайнеров стали более частыми после расширения современной инфраструктуры в порту столицы Розо. Из 22 карибских островов, по которым имеются данные, Доминику посетило наименьшее количество туристов в 2008 году (55 800 или 0,3 % от общего количества по региону). Это приблизительно половина от числа посетивших Гаити.
По оценке на 2014 год более 70 % ВВП Доминики даёт сфера услуг, в первую очередь туризм. За 2014 год остров посетило 199 круизных лайнера с 287 тысячами туристов на борту, в аэропорты прибыло более 72 тысяч человек.
Валюта Доминики — восточнокарибский доллар (XCD). 1 USD = 2,7 XCD.
Доминика — бенефициарий американской Инициативы для стран Карибского бассейна, благодаря которой многие товары ввозятся в Соединённые Штаты беспошлинно. Доминика также входит в Карибское Сообщество (CARICOM), Карибский общий рынок, а также Организацию Восточно-карибских государств (OECS).
Доминика предоставляет иностранным компаниям статус не облагаемых налогами. Неизвестна точная выгода компаний от необлагаемого налогом статуса из-за строгой политики конфиденциальности, проводимой в жизнь правительством, хотя известно, что много интернет-фирм используют Доминику именно по этой причине.

## Программа экономического гражданства
С 1993 года на острове действует так называемая программа экономического гражданства, которая даёт всем желающим получение паспорта республики путём безвозмездных инвестиций в экономику государства. Причём Доминика единственная страна которая не требует проживания на своей территории обладателя этого документа, даже минимального срока. Таким образом каждый желающий может внести в бюджет страны некоторую сумму, и получив паспорт гражданина республики, свободно посещать страны Британского Содружества в том числе и Великобританию. При всём этом Доминика признаёт двойное гражданство, что позволяет на законных основаниях пользоваться паспортом и привилегиями материнского государства.
Существует два варианта получения гражданства Доминики через инвестиции: безвозмездный платёж в адрес правительства страны или покупка недвижимости. При выборе безвозмездной инвестиции стоимость составляет 100 000 долларов США за одного заявителя, за двух супругов эта сумма будет уже 175 000 долларов США, а за семью с двумя детьми в возрасте до 18 лет общий платёж составит 200 000 долларов США. Помимо этих инвестиций существует список оформительных взносов и платежей, которые также определены государством. Например, 1000 долларов США — безвозмездная плата при подаче заявления, взимаемая только с инвестора (в случае семьи, в которой работает только муж, он и будет инвестором и эту сумму будет платить только он), 215$ — плата с каждого человека, на которого будет оформляться гражданство (то есть за каждого ребёнка взимается тоже).
При покупке недвижимости инвестиции должны быть не меньше USD 200 000. При этом возможны коллективные заявки, однако сумма инвестиций каждого заявителя должна быть не меньше USD 200 000. Для этого варианта также предусмотрена государственная пошлина — USD 25 000 за основного заявителя, USD 35 000 за основного заявителя и троих членов семьи, USD 50 000 за основного заявителя и пятерых членов семьи, USD 70 000 за основного заявителя и шести и более членов семьи (такие выплаты предусмотрены до 1 сентября 2018 года). Недвижимость можно продать через 5 лет.

## Образование
У острова есть собственный государственный колледж, прежде называемый Колледжем Клифтона Дюпиньи. Некоторые доминикцы получают высшее образование в учебных заведениях Кубы. Другие учатся в университете Вест-Индии или в Великобритании, США и других странах, предоставляющих возможность для получения качественного высшего образования. Университет Росса, военно-медицинская школа, расположен в Портсмуте. Центр тропических исследований Архболд и Образовательный центр, биологическая полевая станция, принадлежавшая университету Клемсона, расположены в Спрингфилде, между Кейнфилдом и водоёмом Кэссе. В 2006 году другая военно-медицинская школа, под названием Медицинский университет всех святых, открылась во временном помещении в Любире, с постоянным университетским городком, построенном в Великом заливе. В настоящее время университет располагается в Розо, столице Доминики. Есть также морская школа биологии в Махауте, а также I.T.M.E (Институт Тропической Морской Экологии), в 15 минут езды к северу от Розо. В Доминике учреждён ежегодный праздник, связанный с образованием: национальный день грамотности.

## Культура
Территория Восточного побережья Доминики — родина племени Калинаго.
Доминика является родиной самых разных в этническом отношении людей. Хотя исторически остров являлся родиной нескольких племён, когда европейские поселенцы достигли острова, там жили лишь араваки и карибское племя Калинаго. Резня — название реки, посвящённой убийствам местных жителей французскими и британскими поселенцами, потому что река была красная от крови в течение нескольких дней. Каждая соперничающая сторона (как французы, так и британцы) пыталась укрепиться на острове и ввозила рабов из Африки, потомки которых сейчас составляют большинство населения. Сохранившиеся карибы теперь живут на 3700 акров (15 квадратных километрах) территории на восточном побережье острова. Они выбирают своего собственного руководителя. Такое соединение культур важно для Доминики.
Музыка и танец — важные аспекты культуры Доминики. Ежегодные празднования в честь получения независимости представляют собой фестиваль традиционной песни и танца, которому предшествует с 1997 года неделя креольской культуры, в частности такое событие, как «Мировой креольский фестиваль музыки». Доминика получила известность на международной музыкальной сцене в 1973 году, когда Гордон Хендерсон основал в эмиграции группу «Один» и оригинальный музыкальный жанр, который он назвал «Интонация-lypso», положивший начало современной креольской музыке.
11-й ежегодный Мировой креольский Фестиваль музыки был впервые проведён 27 октября 2007 года, став частью празднования годовщины независимости острова от Великобритании 3 ноября. Растянувшиеся на целый год празднества начались в январе 2008 года, когда страна отмечала 30-летие получения независимости.
Доминика часто характеризуется как общество, которое эволюционирует от бытовавшего ранее коллективизма к индивидуализму. Экономика — развивающаяся, ранее полностью зависимая от сельского хозяйства. Остатки коллективистского мышления всё ещё заметны в маленьких городах и деревнях, которые распространены по всей территории острова.
Доминикская кухня подобна таковым в других карибских странах. Общие основные блюда включают мясо (обычно цыплёнок, но может быть коза, ягнёнок или говядина), покрытое соусом. Соусы — или пряные перечные соусы, или смеси, сделанные из разнообразных и обильных местных фруктов.

## Инфраструктура

### Воздушное сообщение
На острове есть два региональных и международных аэропорта. Основной аэропорт, аэропорт Дуглас-Чарльз (DOM), находится на северо-восточном побережье и находится примерно в 45 минутах езды от Портсмута (1 час от Розо). Второй — аэропорт Кейнфилд (DCF), примерно в 15 минутах от Розо на юго-западном побережье. Аэропорт Дуглас-Чарльз подходит для ограниченного использования коммерческих самолётов из-за длины взлётно-посадочной полосы. Дуглас-Чарльз в настоящее время регулярно обслуживает авиалинии Air Sunshine, Winair, Seaborne Airlines и LIAT, используя двойные турбовинтовые самолёты, такие как ATR & Saab 340, а также Conviasa и Amerijet, которые, используя Boeing 727 Freighter, являются единственной авиакомпанией с реактивным самолётами летающими в Республику. Проект развёртывания взлётно-посадочной полосы и технического обслуживания начался в аэропорту Дугласа-Чарльза в 2006 году и был завершён в 2010 году. В марте 2013 года авиакомпания American Eagle приостановила полёты на остров.

### Дороги
Дорожная сеть Доминики проложена в основном вдоль береговой линии и вдоль речных долин. Основу дорог составляют двухполосные магистрали, соединяющие столицу Розо с Портсмутом (шоссе Эдварда Оливера Леблана) и аэропорт Дугласа-Чарльза (д-р Николас Ливерпульское шоссе). Путь от Портсмута до Розо займёт около 45 минут. Частные микроавтобусы составляют основную систему общественного транспорта. Эти основные дороги были недавно реконструированы при содействии Китайской Народной Республики и Европейского Союза. Из-за тропического шторма Эрика несколько дорожных покрытий и мостов были повреждены затоплением и оползнями, в том числе на вновь завершённом E.O. Леблан (Розо в Портсмут) и Д-р Николас Ливерпульские дороги (Pont Cassé в аэропорт Дугласа Чарльза).

### Альтернативные источники энергии
Доминика является чистой и зелёной страной. Поддерживать такой порядок позволяет добыча электричества с помощью:
- Гидроэнергетики, которая в настоящее время обеспечивает электроэнергетический сектор Доминики;
- Солнечной энергии, которая становится всё более популярной на острове;
- Геотермальной энергии.